# Павловка (Судогодский район)
Павловка — деревня в Судогодском районе Владимирской области России, входит в состав Мошокского сельского поселения.

## География
Деревня расположена в 16 км на северо-восток от центра поселения села Мошок и 39 км на юго-восток от Судогды.

## История
В конце XIX — начале XX века деревня входила в состав Мошенской волости Судогодского уезда, с 1926 года — в составе Владимирского уезда. В 1859 году в деревне числилось 9 дворов, в 1905 году — 16 дворов, в 1926 году — 18 дворов.
С 1929 года деревня входила в состав Синицынского сельсовета Судогодского района, с 1940 года — в составе Радиловского сельсовета, с 1954 года — в составе Краснокустовского сельсовета, с 2005 года — в составе Мошокского сельского поселения.

## Население
| 1859 | 1905 | 1926 | 2002 |
| ---- | ---- | ---- | ---- |
| 73   | 61   | 91   | 0    |

| 1859 | 1905 | 1926 | 2002 | 2010 | 2021 |
| ---- | ---- | ---- | ---- | ---- | ---- |
| 73   | ↘61  | ↗91  | ↘0   | →0   | →0   |